# Pre-eksitacijski sindrom
Pre-eksitacijski sindrom (lat. antesystolia) je stanje u kojemu klijetke srca postaju prerano depolarizirane, što uzrokuju njihovu djelomičnu preuranjenu kontrakciju.
U normalnim fiziološkim uvjetima pretklijetke (lat. atrium) i klijetke (lat. ventriculus) srca su električki međusobno povezane putem atrioventrikularnog čvora, kojim se prenosi električni signal, koji uzrokuje kontrakciju pretklijetke, zatim i klijetke. Kod svih pre-eksitacijskih sindroma postoji dodatni (akcesorni) put kojime se prenosi signal iz pretklijetke u klijetku, tako da se klijetka depolarizira (i kotrahira) prije nego normalnim uvjetima.
Dosada je opisano nekoliko pre-ekistacijskih sindroma:
- Wolf-Parkinson-Whiteov sindrom - Kentov snop prenosi električni signal iz pretklijetki u klijetke
- Lown-Ganong-Levineov sindrom - Jamesov snop prenosi električni signal iz atrija u Hisov snop
- Mahaim-tip pre-eksitacije - prijenos signala putem Mahaim vlakna

|  | Molimo pročitajte upozorenje o korištenju medicinskih informacija. Ne provodite liječenje bez savjetovanja s liječnikom! |